# Hnatassja
Der Hnatassja (ukrainisch Гнатася) ist ein 1766,5 m (andere Angaben nennen eine Höhe von 1769 m) hoher Berg des Tschywtschyny-Massivs (Чивчини) im Maramuresch-Gebirge, einem Gebirgszug der Waldkarpaten.

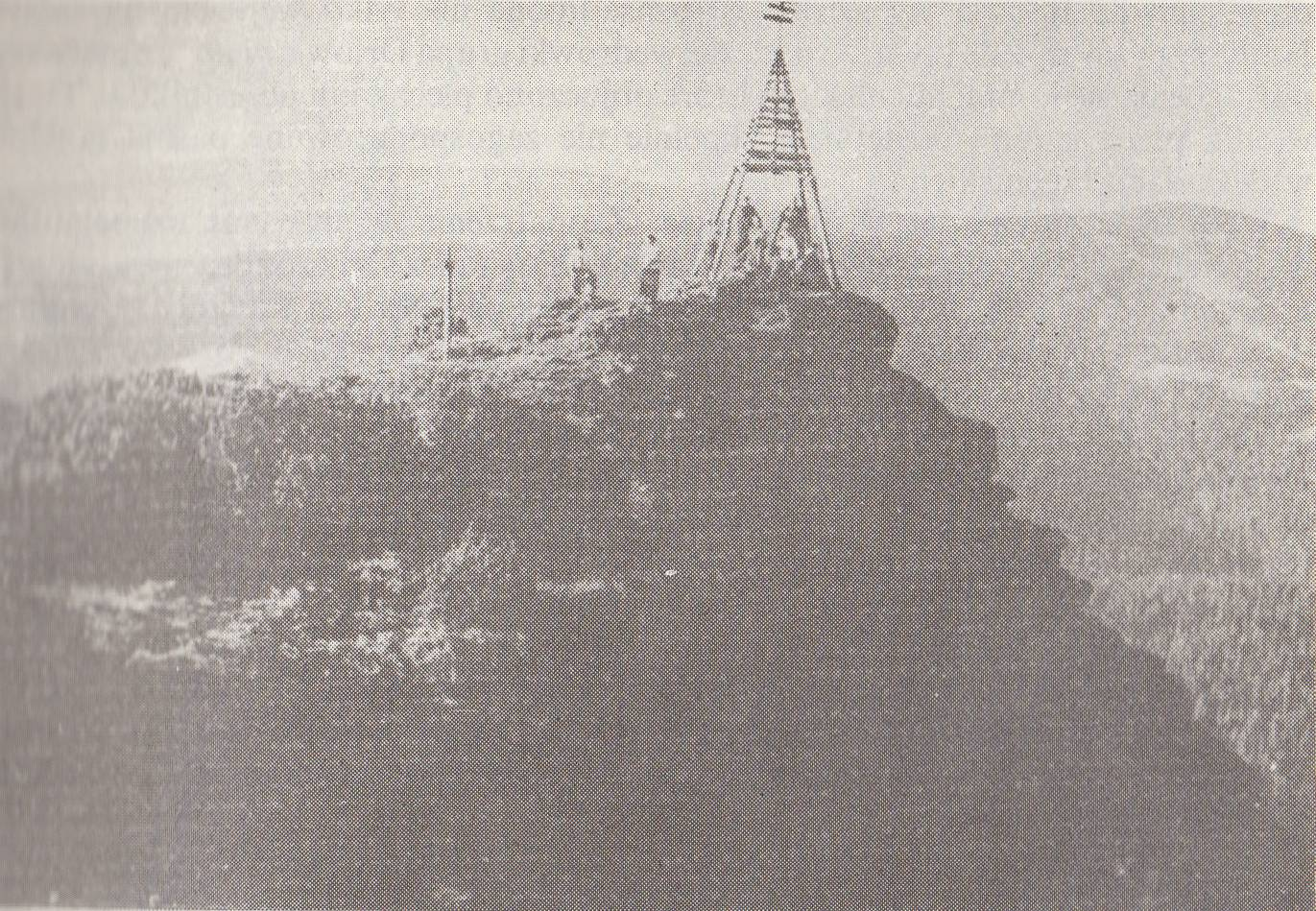
Fotografie des Gipfels von 1934

Der Hnatassja besteht hauptsächlich aus Basalt und gilt als der südlichste Gipfel der ukrainischen Karpaten.

## Geographische Lage
Der Hnatassja liegt südöstlich des Dorfes Burkut und westlich des Dorfes Sarata. Über den Berg verläuft die Staatsgrenze zwischen dem ukrainischen Rajon Werchowyna der Oblast Iwano-Frankiwsk und dem rumänischen Kreis Maramureș. Nahe dem Berg befindet sich die Quelle des Tschornyj Tscheremosch.